# 儚い羊たちの祝宴
『儚い羊たちの祝宴』（はかないひつじたちのしゅくえん）は、2008年に新潮社から刊行された米澤穂信の短編推理小説。

## 概要
2007年から2008年に『小説新潮』に掲載された4編と書き下ろしの1編を収録、いずれも「最後の一撃（フィニッシング・ストローク）」に拘った内容となっている。2008年に刊行後、2011年6月に文庫版が発売された。上流階級の関係者が主人公であること以外、各編はそれぞれ独立したストーリーを展開するが、一部の登場人物が「バベルの会」と呼ばれる読書サークルの関係者であるという共通項があり、書き下ろし作「儚い羊たちの晩餐」にて「バベルの会」に纏わる話が描かれる。
元々著者はユーモアタッチの作風を想定して執筆していたが、ブラックユーモアとして笑えるものにならなかったため、滑稽味を通奏低音とし奇妙な味や背徳感を前面に出していくという方向性で描かれた。他にも「そんな理由で殺すなよ」とツッコまれるような奇妙な動機のシリーズで揃え、オチは読めるが皆それを言うのを待っているという落語的なものを念頭に置いていたという。

## 各章概要
バベルの会
教養と品格を備えた上流階級の女性たちが集う大学の読書倶楽部。活動場所は学内のサンルームで、毎年8月1日には蓼沼の別荘で避暑を兼ねた読書会が開かれるのが通例となっている。

### 身内に不幸がありまして
初出：『小説新潮』2007年6月号
事件の経緯は上紅丹（かみくたん）地方を牛耳る大名家である丹山家の使用人・村里夕日の手記で綴られる。使用人として孤児院から丹山家に引き取られた夕日は、丹山家の娘・吹子の下につき、共に年月を過ごしていた。だが、吹子が大学に進学して「バベルの会」に籍を置き、会の読書会を二日前に控えた7月30日頃、丹山家の不肖の息子・宗太が屋敷を襲撃する事件が発生。夕日と吹子によって宗太は左手を斬りおとされ行方をくらまし、その後宗太は対外的に死亡したとして処理される。しかし翌年、翌々年の7月30日に丹山家の関係者が殺されていく。
村里 夕日（）
丹山家使用人。5歳の頃に孤児院から丹山家に引き取られ、吹子が小学校の頃から彼女の身の回りの世話をしてきた。初対面時に吹子に優しく言葉をかけられて以来、彼女と憧れと敬愛の情を抱いている。吹子をいじめる神代や満美子を良くは思っていない。
丹山 吹子（）
丹山家長女。武術に優れ、人付き合いにそつが無く、丹山家の後継ぎとして親戚らに寸部の隙のなく付け入らせずに立ち振舞う完璧な女性。大層な読書家で自分の部屋に秘密の書架を夕日に作らせ、木々高太郎や小酒井不木、海野十三や江戸川乱歩などの本を揃えており、夕日ともその本の貸し借りをしていた。大学生の頃に「バベルの会」に入会する。
大旗 神代（）
吹子の大叔母。自分の孫に丹山家の跡を継がせたい一心から吹子に嫌がらせをし、粗を探す。普段は「山手のお屋敷」と呼ばれる別邸で暮らしている。
大旗 満美子（）
吹子の叔母。息子に丹山家の跡を継がせたいと考え、神代と同調して吹子に嫌がらせをする。普段は丹山家の屋敷の敷地内の離れに夫と住んでいる。
丹山 高人（）
吹子の父親。病が原因で次の子宝に恵まれることがなかった。
丹山 宗太（）
丹山家長男で吹子の兄。素行が非常に悪く粗暴な性格で、興奮すると手がつけられない。吹子曰く「前に人を殺しかけたことがある」とのこと。「丹山家の名を汚した」ことをしでかし、吹子の中学進学に伴い勘当された。

### 北の館の罪人
初出：『小説新潮』2008年1月号。泡坂妻夫著『煙の殺意』収録の「椛山訪雪図」のオマージュ。
千人原地方に居を構え、紡績から製薬会社への変遷の中で財を成した六綱家前当主・虎一郎の愛人だった亡き母の遺言に従い、六綱家の屋敷に身を寄せた内名あまり。現当主の光次から屋敷の別館、通称北の館に小間使いとして住むように言いつけられたあまりは、別館に住む長男・早太郎の世話及び監視を命じられる。しばらくしてあまりは早太郎からビネガーや画鋲、糸鋸、卵など目的の見えない買い物を頼まれる。早太郎からのお使いをこなしていくあまりは、その過程で北の館が六綱家の「歪み」を隠してきたという謂れ、そんな場所に早太郎が隔離された理由を知っていく。やがて、季節が進むにつれ体調を崩し次第に弱っていく早太郎。そして最後の瞬間、早太郎があまりに頼んだ買い物の真意が明らかとなる。
内名　あまり（）
六綱家前当主・虎一郎の妾の子。母の遺言で六綱家に身を寄せ、その前は転々と仮住まいをし、ミルク配達や女給、鼠駆除など働き詰めの生活をしていた。
六綱 早太郎（）
虎一郎の長男で北の館の住人。細長く病的な印象を与える男性。気分屋な性格で、些細なことで機嫌を害しやすいが、基本的にはあまりに優しく語りかける。
六綱 光次（）
六綱家現当主。虎一郎の次男。厳格な態度の冷静な性格。ドラスティックに物事を遂行する辣腕を振るう切れ者で、「殺人者は赤い手をしている、しかし彼らは手袋をしている」という持論を持つ。
六綱 詠子（）
虎一郎の長女で早太郎と光次の妹。「バベルの会」に所属している女子大生。最初はあまりを妾の子として侮辱していたが、あまりの母の死を知り態度を改める。

### 山荘秘聞
初出：『小説新潮』2008年2月号
東京・目黒の貿易商、辰野家に仕える屋島守子は辰野家主人の妻の療養のため八垣内に建てられた別荘・飛鶏館の管理を任されていた。飛鶏館に魅了された屋島は努めて管理維持に精を出すが、辰野の妻が病死し用途が無くなった飛鶏館には一人も客は寄っていなかった。ある時、熊の警戒に山を見廻った屋島は崖下に落ちた登山者・越智を救出し、介抱する。意識を取り戻した越智は山岳部の仲間が探しに来てくれると語っていたが、後日、飛鶏館に遭難救助隊が訪れ、飛鶏館を拠点に越智の捜索が行われることに。
屋島 守子（）
19歳。辰野家の使用人であり、飛鶏館の管理人。以前は前降家と呼ばれる良家に仕え、家事全般と特別な渉外を任されており、前降の娘が所属する「バベルの会」の会員達の世話をしたことがあるが、資金難を理由に辰野家を紹介された。そこで管理を任された飛鶏館に一瞬で心を奪われている。何事も懇切丁寧で口約束を信用しない。
越智 靖巳（）
産大登山部員。八垣内の登山中に転落し、重傷を負っていたところを屋島に救われた。
原沢 登（）
産大登山部部長。雪焼けした大柄な男性。越智を捜索する遭難救助隊に参加する。
歌川　ゆき子（）
飛鶏館の下にある別荘の管理人夫妻の娘。普段は登山ガイドをしており、飛鶏館で困ったことがあれば手伝う約束をしているため、越智の捜索が始まった飛鶏館で屋島を手伝う。山が好きで、夏までに貯金してヒマラヤの登山隊に加わる目標を立てている。

### 玉野五十鈴の誉れ
初出：『Story Seller』2008年spring（『小説新潮』2008年5月号別冊）
高台寺に屋敷をそびえ立たせる小栗家の長女・純香は、小栗家の絶対権力者である祖母から玉野五十鈴という従者を与えられる。最初は戸惑うものの主従関係ながらも純香と五十鈴は心を許しあい、教養と見識そしてしたたかさを教えてくれる五十鈴の存在は純香にとってかけがえのないものとなった。そして、祖母を言い包め五十鈴と共に大学に進学し、「バベルの会」に入会した純香だったが、伯父が強盗殺人を犯したことにより純香と五十鈴の順風満帆な生活は音を立てて崩れ去っていく。
小栗 純香（）
小栗家長女。勉学を好む内向的な性格で、身分のつり合いを気にする祖母の圧力で一人も友達がいない。自分の傍にいてくれる五十鈴を慕い、彼女の影響で小説に興味を持ち、祖母に意見するほどの勇気を出すようになる。
玉野 五十鈴（）
純香付きの使用人。小栗家の人間に対しては我を殺し、忠実な態度で使える完璧な使用人だが、料理が出来ないという欠点があり、純香にからかわれ気味に「はじめちょろちょろ、中ぱっぱ」とご飯の炊き方を教わっている。小説を嗜む利発な女性で、純香がしたたかさを覚えるきっかけを作る。
純香の祖母
小栗家当主。祖父が純香が産まれる前に死に、その祖父に代わって小栗家の最高権力者として多大な発言力を発揮する。自身は息子たちを戦争や病、事故で亡くしたことに引け目を感じているが、小栗家の跡取りとなる男子を欲している。しばしば漢籍の格言を引用して物事を語る。
小栗 香子（）
純香の母。生気を抜かれたかのように覇気が無く、自身の母にあたる祖母に従わされる様子を見せる。また、男子を産むように無言の圧力に包まれている。
純香の父
香子の夫で婿養子。旧姓：蜂谷。柔和な性格だが婿養子であるため影が薄く、祖母には毛ほどにも存在を気に掛けられていない。

### 儚い羊たちの晩餐
初出：書き下ろし
一人の女学生が荒れ果てたサンルームで一冊の日記を手に取る。そこには日記の手記者である元「バベルの会」会員・大寺鞠絵による「バベルの会」消滅とそれに至る鞠絵の物語が綴られていた。
父が娘のサークル活動を軽んじて用意しなかった会費の未払いにより鞠絵は「バベルの会」から除名される。会の中に丹山家や六綱家の娘らがいると聞いて態度を一変させた父から、家同士のコネクションの構築のために倍の会費を用意された鞠絵だが、それでも会に戻れることはなかった。ある時、厨娘と呼ばれる料理人・夏が大寺家に雇われることに。しかし夏は料理の腕は一流だったが、材料費が極端に高額だという難点があった。そんなある時、鞠絵は大寺家に隠された秘密を知ってしまう。その後、「バベルの会」を除名された理由を知り、自分には会にいる資格があることを実感する夢想に囚われた鞠絵は、夏に調理してほしい材料として「アミルスタン羊」を所望する。
大寺 鞠絵（）
伝説の相場師と呼ばれた祖父の代から続く大寺家の娘。良家同士との繋がりを求めて「バベルの会」に入会したが、父親が会費を準備してくれなかったため、会費未払いを理由に退会させられた。3年前までは長屋の貧乏暮らしをしていた。
夏（）
「厨娘（ちゅうじょう）」と呼ばれる女料理人。赤い上着に緑のスカートが正装。毅然とし、さっぱりした女性で、料理に対する自信に溢れ、当初は客前で調理姿を披露しようとしていた。
文（）
夏の助手をしている10歳ぐらいの少女。引っ込み思案な性格。料理は好きで、夏を尊敬しているが、ある理由から厨娘の仕事を嫌っている。
鞠絵の父
大寺家当主。一流や教養のあるものを揃えたがる典型的な成金趣味の見栄っ張りで、他の金持ちの前例を出されて比べられるのをひどく嫌う。
「バベルの会」会長
鞠絵の除名を決定した張本人で、後に鞠絵に除名の本当の理由を伝える。スレンダーな体型が多い会員の中で、豊満な体つきをしている。